# 锡滕森
锡滕森是德国下萨克森州的一个市镇。总面积18.55平方公里，总人口5490人，其中男性2735人，女性2755人（2011年12月31日），人口密度296人/平方公里。